# Џош Кер
Џош Кер (енгл. Josh Kerr; Единбург, 8. октобар 1997.) је британски тркач на средње стазе који се првенствено такмичи у тркама на 1.500 метара. Освојио је златну медаљу на Светском првенству 2023., сребрну на Летњим олимпијским играма 2024., бронзану на Летњим олимпијским играма 2020. и златну медаљу на Европском првенству за јуниоре 2015. Он је светски шампион у дворани 2024. у трци на 3.000 метара. Кер држи светски рекорд на 2 миље у дворани и европски рекорд у трци на једну миљу у дворани.

## Одрастање и почеци бављења атлетиком
Џошова мајка ради као физиотерапеут, а отац је бивши рагбиста. Џошов старији брат Џејк је професионални играч рагбија. Џош је почео да трчи у Атлетском клубу из Единбурга са 8 година. Студирао је на Универзитету у Новом Мексику у Албукеркију.

## Атлетска каријера

### 2021: Освајач бронзане медаље на Олимпијским играма у Токију
У финалу Олимпијских игара на 1.500 м Кер је освојио бронзану медаљу у времену новог личног рекорда од 3:29,05, завршивши иза Норвежанина Јакоба Ингебригтсена и Кенијца Тимотија Черијота.

### 2022: Европски рекорд на једну миљу у дворани
27. фебруара 2022. Кер је трчао 3:48,87 у трци на једну миљу на дворанском митингу у Бостонском универзитету. Овом трком је оборио европски рекорд у трци на једну миљу у затвореном простору који је од 1983. држао Ирац Имон Кофлин. У јулу Кер се такмичио у трци на 1.500 м на Светском првенству у Јуџину, где је завршио као 5. са временом 3:30,60.

### 2023: Освајач златне медаље на Светском првенству
Кер је 23. августа 2023. победио фаворизованом Јакоба Ингебригтсена у финалу трке на 1500 метара на Светском првенству у Будимпешти. Часопис Спортскотланд га је прогласио за шкотског спортисту године 2023.

### 2024: Успеси у дворани и на Олимпијади
У Бостону 11. фебруара Кер је поставио незванични светски рекорд у трци на 2 миље у дворани.  Његово време од 8:00,67 надмашило је претходни светски најбољи резултат од 8:03,40 којег је Мо Фара држао од 2015.
2. марта Кер је трчао 7:42,98 на 3.000 метара и освојио злато на Светском првенству у дворани у Глазгову.
6. августа у финалу олимпијских игара на 1.500 метара, Кер је неочекивано завршио на другом месту иза Кола Хокера из Сједињених Држава. Кера је на циљној линији умало престигао Американац Јаред Нугусе који је завршио трећи, док је Јакоб Ингебригтсен завршио четврти иако је водио скоро целу трку брзим темпом. Керово време истрчано за сребрну медаљу био је нови британски национални рекорд од 3:27,79. Претходни рекорд Велике Британије држао је Мо Фара са 3:28,81.

## Достигнућа
Информације преузете са профила Џоша Кера на сајту Светске Атлетике.

### Међународна такмичења
| Година | Такмичење                        | Место                           | Позиција | Дисциплина   | Резултат | Белешка |
| ------ | -------------------------------- | ------------------------------- | -------- | ------------ | -------- | ------- |
| 2015   | Европско првенство за јуниоре    | Ескилстуна, Шведска             | 1.       | 1.500 м      | 3:49.62  |         |
| 2016   | Светско првенство за јуниоре     | Бидгошч, Пољска                 | 10.      | 1.500 м      | 3:51.23  |         |
| 2016   | Европско првенство у кросу       | Кја (Каљари), Италија           | 14.      | Трка јуниора | 17:38    |         |
| 2017   | Светско првенство                | Лондон, Уједињено Краљевство    | 34.      | 1.500 м      | 3:47.30  |         |
| 2019   | Светско првенство                | Доха, Катар                     | 6.       | 1.500 м      | 3:32.52  |         |
| 2021   | Олимпијске игре                  | Токио, Јапан                    | 3.       | 1.500 м      | 3:29.05  |         |
| 2022   | Светско првенство                | Јуџин, САД                      | 5.       | 1.500 м      | 3:30.60  |         |
| 2022   | Игре Комонвелта                  | Бирмингем, Уједињено Краљевство | 12.      | 1.500 м      | 3:35.72  |         |
| 2023   | Светско првенство                | Будимпешта, Мађарска            | 1.       | 1.500 м      | 3:29.38  |         |
| 2024   | Светско првенство у дворани 2024 | Глазгов, Шкотска                | 1.       | 3.000 м      | 7:42.98  |         |
| 2024   | Олимпијске игре                  | Париз, Француска                | 2.       | 1.500 м      | 3:27.79  |         |

### Лични рекорди
- 800 метара – 1:45,35 (Азуса, САД, 2019)
  - 800 метара у дворани – 1:46,64 (Спокејн, САД, 2022)
- 1500 метара – 3:27,79 (Париз 2024) *Британски рекорд
  - 1500 метара у дворани – 3:32,86 (Бостон, САД, 2022) * Ово време је истрачао у пролазу трке на једну миљу.
- Једна миља – 3:45,34 ( Еугене 2024) *Британски рекорд
  - Једна миља у дворани – 3:48,87 (Бостон, САД, 2022) * Шкотски рекорд и 4. најбржа истрчана миља у затвореном простору свих времена.
- 3000 метара – 8:35,15 (Бедфорд, 2014)
  - 3000 метара у дворани – 7:33,47 (Њујорк, 2023) *Шкотски рекорд[14]
- Две миље у дворани – 8:00,67 (Њујорк, 2024) *Незванични светски рекорд
- 5000 метара – 13:23,78 (Ирвин, САД, 2021)